# Phylica reversa
Phylica reversa är en brakvedsväxtart som beskrevs av Neville Stuart Pillans. Phylica reversa ingår i släktet Phylica och familjen brakvedsväxter. Inga underarter finns listade i Catalogue of Life.